# Électricien d'État
L'électricien d'État ou électricien de l'État (en anglais State Electrician) est le titre officiel donné au bourreau de certains États américains qui utilisaient la chaise électrique comme moyen d'exécution.
Le premier à avoir ce titre fut Edwin Davis (en), électricien de l'État de New York qui mena l'exécution de William Kemmler le 6 août 1890, le premier homme à être exécuté sur une chaise électrique. Davis conduisit également la première exécution d'une femme sur une chaise électrique, celle de Martha M. Place le 20 mars 1899.

## Quelques électriciens d'État
- John Hulbert (1867-1929), bourreau pour les États de New York, du New Jersey et du Massachusetts de 1913 à 1926.
- Robert G. Elliott (1874-1939)[2], bourreau de l'État de New York mais qui exécuta quelquefois pour les États voisins et pour le gouvernement fédéral.
- Joseph Francel (en)[3] (1895–1981), bourreau de l'État de New York de 1939 à 1953.
- Dow Hover (1900-1990), dernier électricien de l'État de New York.